# تنجه کاکلی
تنجه کاکلی (نام علمی: Tadorna cristata) نام یک گونه از سرده عروس‌مرغابی‌ها است.